# Чудецкая, Евгения Александровна
Евгения Александровна Чудецкая (до замужества Черпакова; 16 февраля 1933, Ростов-на-Дону — 20 января 1999, Москва) — советская спортсменка, трёхкратная чемпионка СССР (1955–1957) и трёхкратная чемпионка Европы (1955–1957) по академической гребле. Заслуженный мастер спорта СССР (1989).

## Биография
Родилась 16 февраля 1933 года в Ростове-на-Дону. С 1944 года жила в Москве, где занималась академической греблей в спортивном обществе «Крылья Советов» под руководством Петра Пахомова.
Наиболее значимых результатов добивалась в середине 1950-х годов, когда трижды становилась чемпионкой СССР и чемпионкой Европы в классах четвёрок парных (1955 и 1956) и четвёрок распашных (1957).
В 1956 году окончила МВТУ им. Н. Э. Баумана. После завершения спортивной карьеры занималась там преподавательской и научной деятельностью на кафедре «Двигатели летательных аппаратов». В 1971 году защитила диссертацию на соискание учёной степени кандидата технических наук, в 1980 году ей было присвоено звание доцента. 
Умерла 20 января 1999 года в Москве. Похоронена на Кунцевском кладбище.

## Семья
- Александр Черпаков (1910—1977) — отец, советский военный деятель, генерал-лейтенант (1961).
- Юрий Чудецкий (1932—2019) — муж, советский и российский учёный, доктор технических наук (1984).
- Анна Чудецкая (1958—2023) — дочь, советский и российский искусствовед, кандидат искусствоведения (2013).
- Михаил Чудецкий (род. 1962) — сын, советский и российский учёный, кандидат геолого-минералогических наук (2004).